# 漢霖長吻鰩
漢霖長吻鰩（學名：Dipturus wuhanlingi），為軟骨魚綱鰩目鰩科長吻鰩屬的一種，又稱伍氏長吻鰩，分布於西北太平洋東海及南海海域，深度可達200公尺，體長可達66.8公分，棲息在大陸坡海域，為底棲性魚類，肉食性，卵生，生活習性不明。